# Џорџ Мур
Џорџ Огастус Мур (енгл. Мур George Augustus Moore, Мур Хол, 24. фебруар 1852 — Лондон, 21. јануар 1933) био је ирски књижевник и ликовни критичар.

## Биографија
Мур је потекао из католичке земљопоседничке породице која је живела у Мур Холу, Ирска. Првобитно је желео да буде сликар, те је студирао сликарство седамдесетих у Паризу. Тамо се спријатељио са водећим француским уметницима.
Као натуралистички писац, био је међу првим ауторима са енглеског говорног подручја који је стварао под утицајем француских реалиста, посебно под утицајем натуралистичке прозе Емила Золе. Његово дело је касније утицало на Џејмса Џојса. Иако се Мурово дело често посматра ван главних струјања ирске и британске књижевности, сматра се првим ирским модерним романописцем.
Ентони Фароу сумира значај његове појаве речима: Да Џорџ Мур није постојао, енглеска књижевност 20. века би била сасвим другачија од онога што је данас. Својим утицајем на друге писце променио је начин на који се размишља о роману.
На српски језик преведен је Муров роман Језеро.

## Дела
- Flowers of Passion London: Provost & Company, 1878
- Martin Luther: A Tragedy in Five Acts London: Remington & Company, 1879
- Pagan Poems London: Newman & Company, 1881
- A Modern Lover London: Tinsley Brothers, 1883
- A Mummer's Wife London: Vizetelly & Company, 1885
- Literature at Nurse London: Vizetelly & Company, 1885
- A Drama in Muslin London: Vizetelly & Company, 1886
- A Mere Accident London: Vizetelly & Company, 1887
- Parnell and His Island London: Swan Sonnenshein Lowrey & Company, 1887
- Confessions of a Young Man London: Swan Sonnenshein Lowrey & Company, 1888
- Spring Days London: Vizetelly & Company, 1888
- Mike Fletcher London: Ward & Downey, 1889
- Impressions and Opinions London: David Nutt, 1891
- Vain Fortune London: Henry & Company, 1891
- Modern Painting London: Walter Scott, 1893
- The Strike at Arlingford London: Walter Scott, 1893
- Esther Waters London: Walter Scott, 1894
- Celibates London: Walter Scott, 1895
- Evelyn Innes London: T. Fisher Unwin, 1898
- The Bending of the Bough London: T. Fisher Unwin, 1900
- Sister Theresa London: T. Fisher Unwin, 1901
- The Untilled Field London: T. Fisher Unwin, 1903
- The Lake London: William Heinemann, 1905
- Memoirs of My Dead Life London: William Heinemann, 1906
- The Apostle: A Drama in Three Acts Dublin: Maunsel & Company, 1911
- Hail and Farewell London: William Heinemann, 1911, 1912, 1914
- The Apostle: A Drama in Three Acts Dublin: Maunsel & Company, 1911
- Elizabeth Cooper Dublin: Maunsel & Company, 1913
- Muslin London: William Heinemann, 1915
- The Brook Kerith: A Syrian Story London: T. Warner Laurie, 1916
- Lewis Seymour and Some Women London: William Heinemann, 1917 (reworking of A Modern Lover)
- A Story-Teller's Holiday London: Cumann Sean-eolais na hÉireann (privately printed), 1918
- Avowals London: Cumann Sean-eolais na hÉireann (privately printed), 1919
- The Coming of Gabrielle London: Cumann Sean-eolais na hÉireann (privately printed), 1920
- Heloise and Abelard London: Cumann Sean-eolais na hÉireann (privately printed), 1921
- In Single Strictness London: William Heinemann, 1922
- Conversations in Ebury Street London: William Heinemann, 1924
- Pure Poetry: An Anthology London: Nonesuch Press, 1924
- The Pastoral Loves of Daphnis and Chloe London: William Heinemann, 1924
- Daphnis and Chloe, Peronnik the Fool New York: Boni & Liveright, 1924
- Ulick and Soracha London: Nonesuch Press, 1926
- Celibate Lives London: William Heinemann, 1927
- The Making of an Immortal New York: Bowling Green Press, 1927
- The Passing of the Essenes: A Drama in Three Acts London: William Heinemann, 1930
- Aphrodite in Aulis New York: Fountain Press, 1930
- The Talking Pine Paris: The Hours Press, 1931
- A Communication to My Friends London: Nonesuch Press, 1933
- Diarmuid and Grania: A Play in Three Acts Co-written with W. B. Yeats, Edited by Anthony Farrow, Chicago: De Paul, 1974

Писма
- Moore Versus Harris Detroit: штампано приватно, 1921
- Letters to Dujardin New York: Crosby Gaige, 1929
- Letters of George Moore Bournemouth: Sydenham, 1942
- GM: Memories of George Moore by Nancy Cunard. London: Rupert Hart-Davis, 1956
- Letters to Lady Cunard Ed. Rupert Hart-Davis. London: Rupert Hart-Davis, 1957
- George Moore in Transition Ed. Helmut E. Gerber, Detroit: Wayne State University Press, 1968